# Жаров, Борис Сергеевич
Бори́с Серге́евич Жа́ров (род. 11 мая 1937, Иваново) — российский филолог-скандинавист, преподаватель кафедры скандинавской и нидерландской филологии Санкт-Петербургского государственного университета (с 1962 г.). Доцент, кандидат филологических наук. Автор учебников, словарей и пособий по датскому языку. Ему принадлежит более 150 трудов по скандинавским языкам, скандинавской литературе и культуре Скандинавии.
Перевёл ряд художественных произведений и научных книг с датского и других скандинавских языков.
Один из инициаторов создания Ленинградской секции общества «СССР-Дания», в котором долгое время был заместителем председателя. С 1990 года член правления Санкт-Петербургской ассоциации международного сотрудничества.

## Биография
Родился 11 мая 1937 г. в г. Иваново, в еврейской семье. В 1954 году окончил школу № 321 в Ленинграде. В 1962 году завершил обучение на датском отделении кафедры скандинавской филологии (до 1958 г. — кафедры романо-германской филологии) Ленинградского государственного университета, где его преподавателями были М. П. Ганзен-Кожевникова, И. П. Куприянова, С. С. Маслова-Лашанская, М. И. Стеблин-Каменский. С 1968 по 1971 год обучался в аспирантуре на кафедре скандинавской филологии филологического факультета ЛГУ. В 1971 году защитил кандидатскую диссертацию «Глагольное замещение в современном датском языке» (научный руководитель — М. И. Стеблин-Каменский). С 1997 по 2012 год заведовал кафедрой скандинавской филологии.

### Работы по скандинавской филологии
- Жаров Б. С. Датское произношение: Учебное пособие. — Издательство Ленинградского университета, 1969. — 81 с.
- Жаров Б. С. Датско-русский словарь = Фонетическая транскрипция датских слов. — 3-е. — Москва: Русский язык, 1975. — С. 7 а. л.. — 896 с.
- Жаров Б. С. Замещение как языковое явление. — Москва: Издательство Ленинградского университета, 1984. — 116 с.
- Жаров Б. С. Соавторы: В.Ф. Максимов, Л.В. Максимов, Г.В. Максимов, О. Норлинг-Кристенсен. Датско-русский политехнический словарь = Dansk-russisk polyteknisk ordbog: Около 55000 терминов. — Москва: Русский язык, 1987. — 675 с.
- Жаров Б. С. Соавторы: М.И. Дубровин, В.П. Берков, С.С. Маслова-Лашанская. Русские фразеологизмы в картинках (для говорящих на датском, норвежском и шведском языках). — Москва: Русский язык, 1988. — 327 с.
- Жаров Б. С. Культура и язык Исландии. — СПб.: Изд-во С.-Петерб. ун-та, 2018. — 91 с.

### Переводы с датского языка
- Альтшулер, Салли. Центр мироздания: Роман. — СПб.: Азбука-Классика, 2005. — 416 с.
- Андерсен, Кеннет Бёг. Ошибка кота Люцифакса: Роман. (Сер. «Преемник». Кн. 1). — М.: Олма Медиа Групп, 2012. — 384 с.
- Ведельсбю, Якоб. Закон человека: Роман. — СПб.: Нестор — История, 2014. — 216 с.
- Раск, Расмус. Руководство по языку акра. — СПб.: Изд-во СПбГУ, 1999. — С. 25-38, 55-92.
- Баггер, Ханс. Петр Великий в Дании в 1716 году. Переломный момент датско-российских отношений. — СПб.: Европейский Дом, 2017. — 160 с.

### Переводы с норвежского языка
- Эгеланн, Том. Наследники Иисуса: Роман. — М.: АСТ; СПб.: Астрель-СПб — Arabesque, 2007. — 416 с.
- Ауст, Курт. Код Ньютона: Роман. — М.: АСТ; СПб.: Arabesque Books, Астрель-СПб., 2008. — 512 с.
- Сетербаккен, Стиг. Невидимые руки: Роман. — СПб.: Азбука, Азбука-Аттикус, 2011. — 256 с.
- Эгеланн, Том. Хранители Завета: Роман. — СПб.: Азбука-Аттикус, 2011. — 473 с.
- Несбё, Ю. Доктор Проктор и его волшебный порошок: Роман. — СПб.: Азбука-Аттикус, 2013. — 208 с
- Несбё, Ю. Доктор Проктор и его машина времени: Роман. — СПб.: Азбука-Аттикус, 2013. — 304 с.
- Несбё, Ю. Доктор Проктор и конец света (как бы): Роман. — СПб.: Азбука-Аттикус, 2013. — 320 с.
- Несбё, Ю. Доктор Проктор и великое ограбление: Роман. — СПб.: Азбука-Аттикус, 2014. — 240 с.

### Переводы со шведского языка
- Висландер, Джуджа и Томас, Нурдквист, Свен. Мама Му и ворон. . — СПб.: Азбука-классика, 2007. — 128 с.
- Висландер, Томас. Мама Му, Ворон и Рождество. — СПб.: Азбука, 2009 г. — 32 с.
- Висландер, Джуджа, Нурдквист, Свен . Мама Му на дереве. СПб.: Азбука-классика, 2007. — 104 с.

### Переводы с исландского языка
- Андри Снайр Магнасон,. Грустная сказка о короле Медиасе. // Подарок тролля: Литературные сказки Скандинавии. — СПб.: Азбука-Классика, 2004. — С. 523—529.
- Адальстейнн Аусберг Сигюрдссон. Магическая игра. // Подарок тролля: Литературные сказки Скандинавии. — СПб.: Азбука-Классика, 2004. — С. 529—540.
- Арнар Маур Арнгримсон. Сага о юном Сельви. М.: Самокат, 2020. — 304 с.
- Кристин Хельга Гуннарсдоухтир. Фиасоль во всей красе. — М.: ИД Городец, 2020. — 96 с.
- Кристин Хельга Гуннарсдоухтир. Фиасоль у себя в норке. — М.: ИД Городец, 2020. — 128 с.
- Кристин Хельга Гуннарсдоухтир. Фиасоль никогда не сдается. — М.: ИД Городец, 2022. — 240 с.
- Рагнар Йонассон. Снежная слепота. — М.: Азбука, 2022. — 352 с.